# Domien Jacob
Domien Jacob (Sint-Niklaas, 8 juni 1897 - aldaar, 5 november 1984) was een Belgische gymnast. 

## Levensloop
Hij maakte reeds op jonge leeftijd deel uit van de turnkring ‘Kracht en Geduld’ uit Sint-Niklaas. Hij werd leerling-schoenmaker. Als oudste van een gezin van zeven werd hij ontslagen van legerdienst en kon hij tijdens de Eerste Wereldoorlog verder oefenen in de turnkring. Samen met Nicolaas Moerloos werd hij geselecteerd voor de Olympische Zomerspelen van 1920 te Antwerpen. Met 24 teamgenoten behaalde hij zilver in de Europese landenwedstrijd (turnen, team, Europees systeem, (Turnen op de Olympische Zomerspelen 1920). 
Ook na de Spelen bleef hij actief in de sport. Zo nam hij onder andere in 1922 deel aan het atletiek Concours International de l´UIOCEP in Brno (Tsjechoslowakije), een internationale wedstrijd voor katholieke turnverenigingen. 700 Belgen namen hieraan deel. Hij werd als eerste van de Belgen geklasseerd en van alle deelnemers behaalde hij de derde plaats. Het Belgisch team werd nummer één.  